# Joniece Jamison
Pour les articles homonymes, voir Jamison.
Joniece Jamison, née à Baltimore le 11 décembre 1955, est une chanteuse américaine.

## Biographie
Joniece Jamison est choriste pour de nombreux artistes et spectacles. Elle participe aux concerts ou enregistrements de nombreux artistes, tels qu'Elton John, Eurythmics, Sylvie Vartan, Johnny Hallyday, Jean-Jacques Goldman, Gilbert Montagné, Daniel Balavoine, Catherine Lara, Michel Sardou ou Hubert-Félix Thiéfaine. Elle travaille également avec François Feldman, avec qui elle partage le devant de la scène lors des duos Joue pas et J'ai peur. Elle se consacre par la suite à la musique gospel avec son premier album, Dream in Color, sorti en 1994.
Elle est également connue pour une reprise très soul de la chanson des Eurythmics Sisters Are Doin' It for Themselves, que ceux-ci avaient chantée à l'origine avec Aretha Franklin.
Avec Philippe Cataldo, Phil Barney, Bernard Guyvan (Polar) et DJ Cyprien Rose, elle se produit en mars 2012 à l'occasion de l'ouverture du Mood's, une nouvelle salle de concert dans le 13e arrondissement de Paris.
Joniece Jamison est une amie de la chanteuse Carole Fredericks, qui est elle aussi choriste de nombreux artistes avec ses amies Ann Calvert, Yvonne Jones, Debbie Davis et Beckie Bell. Joniece Jamison chante en duo avec Jean-Jacques Goldman le titre Là-bas sur de nombreuses dates durant la tournée Entre gris clair et gris foncé en 1988, notamment pour les concerts parisiens.

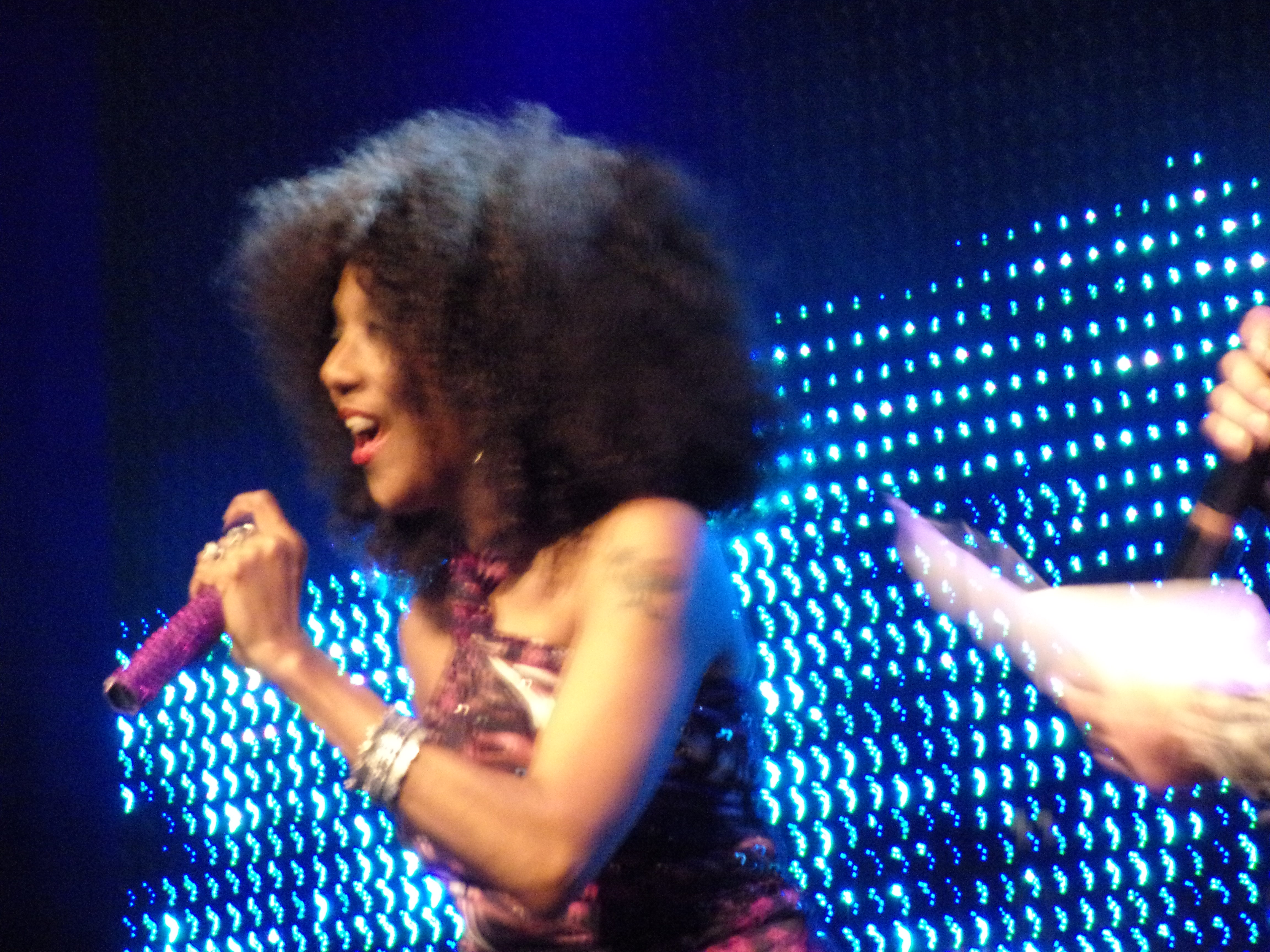
Joniece Jamison lors d'un concert Étoiles des années 80 en 2016.

En novembre 2012, elle enregistre un duo avec la chanteuse française Desireless, Personne ne m'a dit, pour l'album L'Expérience humaine 2.
En 2015, elle chante à nouveau avec François Feldman qu'elle accompagne sur la tournée Stars 80, la tournée.
En 2001, elle enregistre un album, Bet U No Comment, en duo avec Mauro Bazzani dit Mike Lester, guitariste, auteur et compositeur. Promu en Allemagne principalement, l'album comprend 12 titres inédits en duo. Ils se retrouvent en 2015 pour la création d'un nouvel album intitulé Lester - Jamison et donnent leur premier concert commun aux Clayes-sous-Bois le 15 octobre 2015.
En 2022, elle devient l'incarnation de la Reine de la soul, Aretha Franklin, dans un spectacle en hommage à la star conçu et réalisé par le chef d'orchestre Alain Dany, créé à Entraigues-sur-la-Sorgue le 29 juillet 2022.

## Discographie

### Albums
- 1990 : Life
- 1992 : Dream in Color
- 2004 : Nuances gospel

### Singles
- 2001 : Bet U No Comment, chansons et musiques de Mike Lester Bazzani.
- 2004 : A Chance to Be Free (sur une musique de Marc Kowalczyk)

### Duos et participations
- 1985 : Sisters Are Doin’ It for Themselves, avec Eurythmics (album Sweet Dreams (Are Made of This))
- 1989 : Joue pas, duo avec François Feldman
- 1991 : J'ai peur, duo avec François Feldman
- 1995 : Love Platonique, duo avec François Feldman[3]
- 2011 : L'Expérience humaine chanson de Desireless (chœurs : Joniece Jamison)[4]
- 2012 : Personne ne m'a dit, duo avec la chanteuse Desireless[5]
- 2016 : The face (Emmanuel Lévinas), duo avec le philosophe et compositeur, Thierry Aymès[6],[7]
- 2018 : Elle chante, duo avec François Feldman[8]
- 2021 : Ressuscité, duo avec François Feldman[9]
- 2022 : Don't play that song, live inédit captation amateur[10]

## Filmographie
Sauf indication contraire, les informations mentionnées dans cette section peuvent être confirmées par la base de données cinématographiques IMDb,  présente dans la section « Liens externes ».

### Participation à la bande originale
Comme chanteuse, elle a participé à la bande originale de plusieurs films :
- 1989 : Un père et passe de Sébastien Grall - Father[réf. nécessaire]
- 1989 : East Side Story (Rooftops) de Robert Wise - Meltdown
- 1995 : Adultère (mode d'emploi) de Christine Pascal - A Short Time For the First Time
- 1997 : L'Homme idéal de Xavier Gélin - The Right Man
- 2001 : Wasabi de Gérard Krawczyk - Follow Me
- 2011 : Bienvenue à bord d'Éric Lavaine - Can't Take My Eyes Off You et What a Diff'rence a Day Makes (reprises)
- 2012 : Mes héros d'Éric Besnard - Today's the Day
- 2017 : Stars 80, la suite de Thomas Langmann - Upside Down (reprise)

### Actrice
- 1997 : Le bonheur est un mensonge (téléfilm) de Patrick Dewolf
- 2017 : Stars 80, la suite de Thomas Langmann : elle-même
- 2024 : Boléro d'Anne Fontaine : la chanteuse à Harlem